# Axymyia furcata
Espèce
Axymyia furcata est une espèce d'insectes diptères de la famille des Axymyiidae. C'est l'une des deux seules espèces du genre Axymyia.